# 生田攝影棚

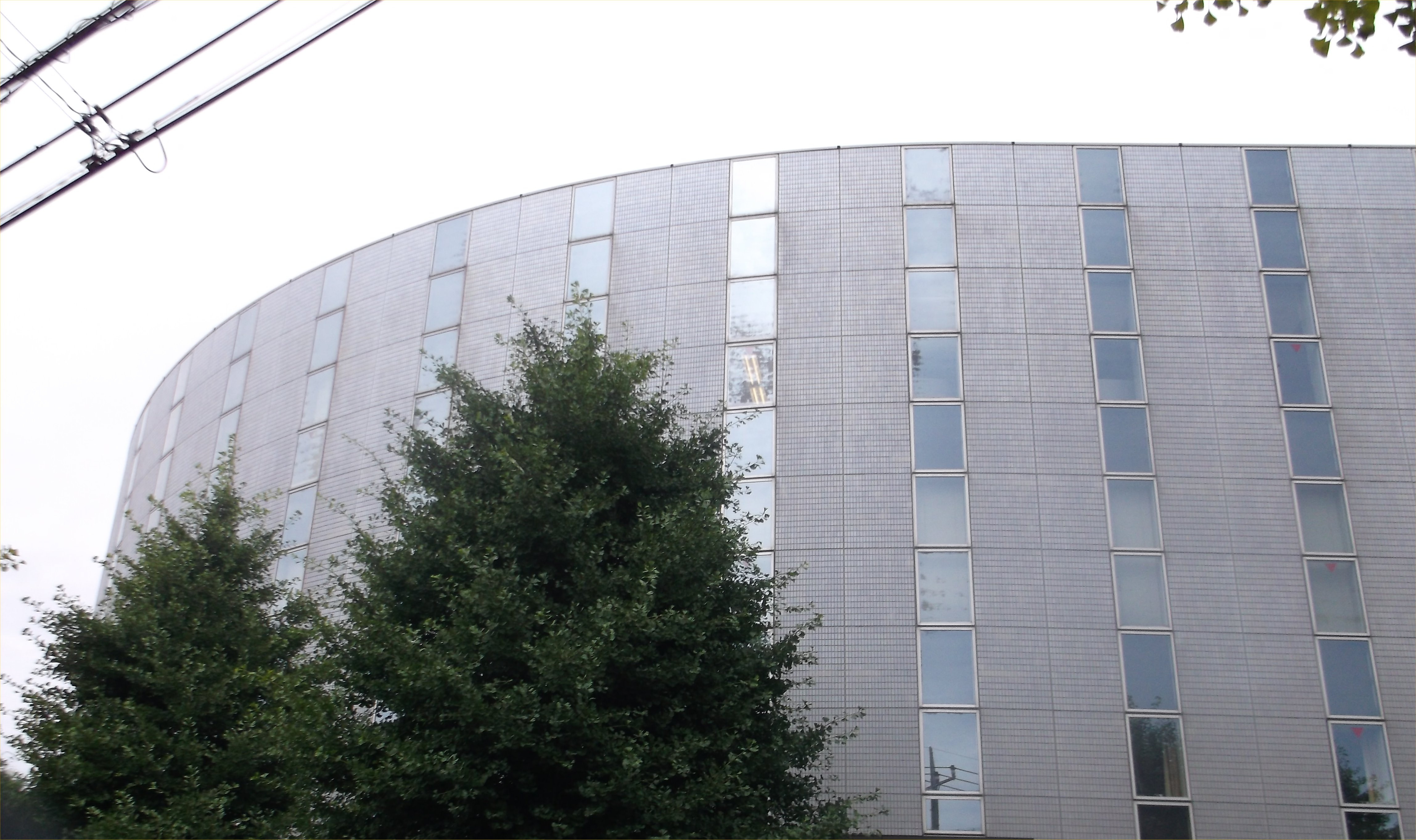
生田攝影棚

生田攝影棚（日语：／ ikuta sutajio */?）是位於日本神奈川縣川崎市多摩區菅仙谷3丁目20番1號的一座由日本電視台所有及管理的電視攝影棚。讀賣樂園位於生田攝影棚附近。生田攝影棚竣工於1964年7月，當時有兩座攝影棚，建築高4層。1986年，生田攝影棚進行了改建。現在生田攝影棚設有三座攝影棚。
生田攝影棚主要用於拍攝日本電視台的電視劇，並且《月曜夜未央》等綜藝節目也在生田攝影棚錄製。
35°37′19.2″N 139°31′34.4″E / 35.622000°N 139.526222°E